# 李家駅
李家駅（りかえき）とは、中華人民共和国黒竜江省黒河市北安市に位置する浜北線の駅。

## 歴史
- 1928年　開業。

## 隣の駅
中華人民共和国鉄道部
浜北線
通北駅 - 李家駅 - 趙光駅